# Dennis Becker

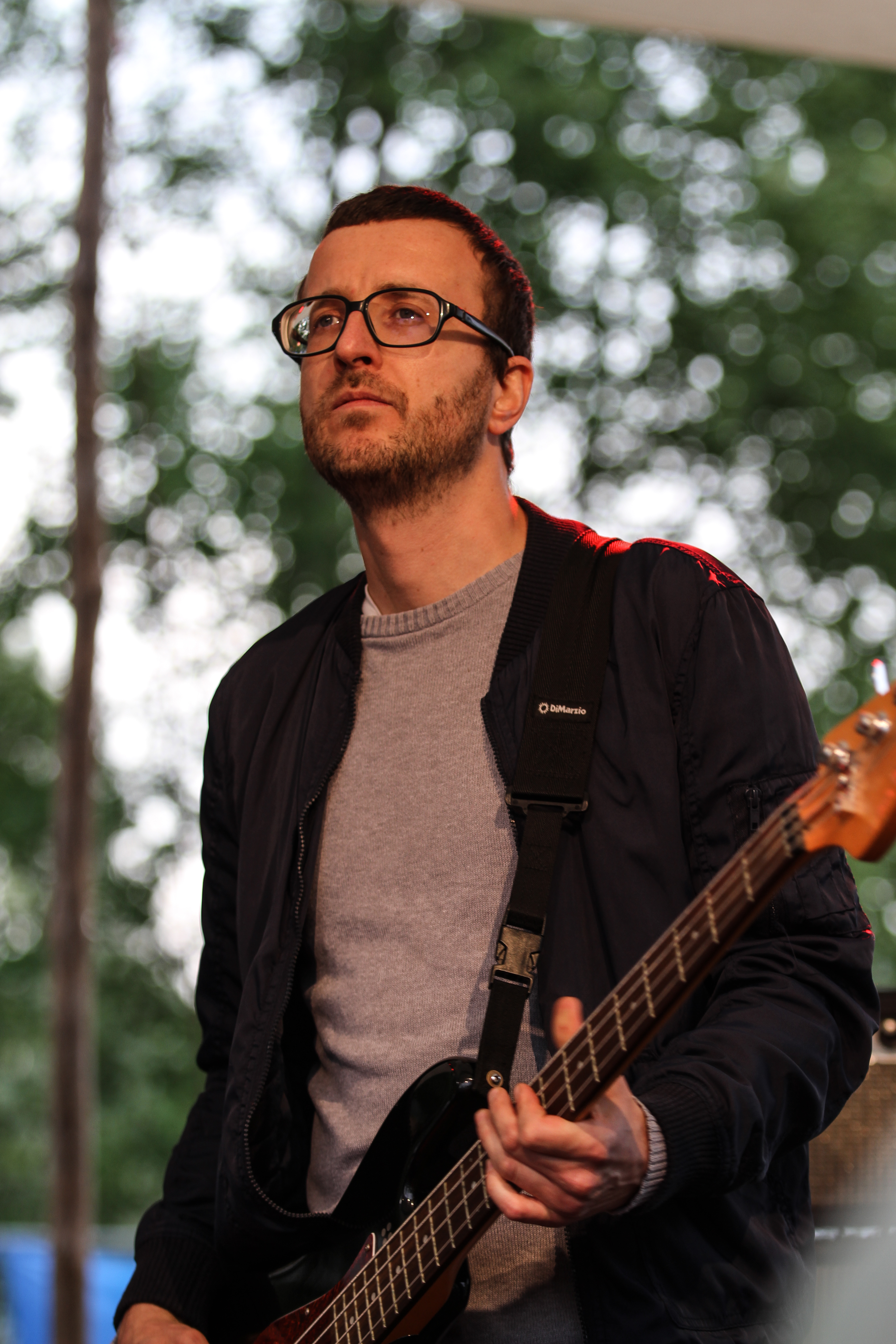
Dennis Becker als Bassist für Leslie Clio (Immergut 2013)

Dennis Becker (* 10. September 1976) ist ein deutscher Musiker. Bekannt wurde er als Gitarrist der Band Tomte. Er war außerdem Mitglied der Bands Marr und Olli Schulz und der Hund Marie. Zurzeit ist er am Bass mit Leslie Clio auf Tour.

## Biografie
Becker war von 1996 bis 1998 Gitarrist der Rendsburger Hardcore-Band Loxiran. Nach der Auflösung spielte er u. a. in den Bands Chispa und Lebensreform. 2001 gründete er in Hamburg gemeinsam mit Oliver Koch, der bereits bei Loxiran Bassist war, sowie Andre Frahm und Jan Elbeshausen die experimentelle Indierockband Marr, in der Becker ebenfalls als Gitarrist tätig war.
Seit 2003 war Becker als zweiter Gitarrist zudem festes Mitglied der Indieband Tomte um Sänger Thees Uhlmann. Bereits am Album Hinter all diesen Fenstern, das als erstes Tomte-Album die deutschen Charts erreichte (Platz 50), wirkte er mit. Die folgenden Alben Buchstaben über der Stadt aus dem Jahr 2006 (Platz 4) und Heureka (2008, Platz 9) waren kommerziell überaus erfolgreich. Nachdem Becker parallel bereits auf Tour in der Live-Band von Olli Schulz aushalf, wurde er 2006 festes Mitglied der Band Olli Schulz und der Hund Marie, wo er als Bassist auftrat. Becker ist seit 2013 als Live-Bassist für Leslie Clio tätig.
Des Weiteren ist Becker als Live-Gitarrist für Walter Schreifels tätig und komponierte gemeinsam mit Max Schröder die Musik für die Filme Verstärker und Schwesterherz. Im Film Berlin am Meer übernahm er gemeinsam mit Olli Schulz und Max Schröder zudem eine kleine Rolle. Außerdem gründete er das Elektrolabel Cobretti und betreibt das Elektro-Projekt Le Gabel.